# Bosco di Fonte Santa
Il Bosco di Fonte Santa (Ufficialmente Parco territoriale di Fonte Santa, talvolta scritto Fontesanta) è situato a sud-est di Firenze nel  comune di Bagno a Ripoli, a sud della frazione di San Donato in Collina al confine col comune di Rignano sull'Arno.

## Il territorio e il clima
Il bosco si colloca all'interno di una più vasta area che si estende dal Poggio al Mandorlo al Poggio di Firenze, sul crinale che segna il confine tra Firenze e Arezzo nella zona del Valdarno. La zona è ricca di sorgenti che già dalla fine del Seicento furono in larga parte incanalate e convogliate verso la villa Medicea di Lappeggi. All'interno del comprensorio sono stati rinvenuti numerosi reperti archeologici che hanno fatto supporre l'esistenza di un centro religioso nel quale sostare prima della transumanza.
La zona è meta della popolazione abitante nelle zone limitrofe in ogni parte dell'anno in quanto l'aria è pulita e il clima è dolce e temperato. Il clima risulta mite anche a causa dei venti provenienti dal mare che, risalendo il corso dell'Arno, giungono qui ancora carichi di umidità.

## La flora e la fauna
Il clima, particolarmente favorevole, genera una flora tipica della costa tirrenica con pini marittimi, scope, ginestre e orchidee. Tale tipologia di flora è rara a una tale altezza (m 693 s.l.m.). Accanto alla vegetazione tipica della costa non mancano esempi di vegetazione locale con la presenza numerosa di querce e di castagni.
La fauna che popola il bosco è rappresentata da scoiattoli, cinghiali, istrici e dalla poiana.

## Il rifugio
Nel 1935, grazie ad alcuni volontari della frazione dell'Antella, fu costruito un rifugio, meta ancora oggi degli escursionisti o degli abitanti dei paesi limitrofi che hanno scelto di fare una passeggiata nel verde.